# Petrophora
Petrophora is een geslacht van vlinders uit de familie van de spanners (Geometridae) en de onderfamilie Ennominae.

## Soorten
- Petrophora binaevata (Mabille, 1869)
- Petrophora convergata (de Villers, 1789)
- Petrophora chlorosata (Scopoli, 1763) - varenspanner
- Petrophora divisata Hübner, 1811
- Petrophora kaszabi Vojnits, 1978
- Petrophora narbonea (Linnaeus, 1767)
- Petrophora subaequaria Walker, 1860